# Амбросио, Луиджи
Луи́джи Амбросио (итал. Luigi Ambrosio; род. 27 января 1963 года, Альба, Италия) — профессор Высшей нормальной школы в Пизе, Италия. Основными направлениями его исследований являются вариационное исчисление, дифференциальное уравнение в частных производных, геометрическая теория меры.

## Биография
Амбросио поступил в Высшую нормальную школу в Пизе в 1981 году. Он получил степень под руководством Эннио ди Джорджи в 1985 году в Пизанском университете и диплом Высшей нормальной школы. Он получил докторскую степень в 1988 году.
В настоящее время он является профессором в Высшей нормальной школе Пизы, ранее преподавал в Университете Рима «Тор Вергата», Университете Пизы и в Павийском университете. Амбросио также преподавал и проводил исследования в Массачусетском технологическом институте, Швейцарской высшей технической школе Цюриха и Институте математики в естественных науках Общества Макса Планка в Лейпциге.
Он является редактором научного журнала «Calculus of Variations and Partial Differential Equations» и членом редколлегий нескольких научных журналов.

## Награды
В 1998 году Амбросио выиграл приз Каччопполи итальянского математического союза. В 2003 году награждён Премией Ферма. С 2005 года является членом-корреспондентом Академии деи Линчеи. Амбросио часто цитируется согласно исследованию Института научной информации.
Входит в комитет Абелевской премии из 5 видных математиков.

## Избранные публикации
- Ambrosio, L. (1989). A compactness theorem for a new class of functions of bounded variation. Boll. Un. Mat. Ital. B (7) 3, no. 4, 857—881.
- De Giorgi, Ennio; Ambrosio, Luigi (1989). New functionals in the calculus of variations. (Italian) Atti Accad. Naz. Lincei Rend. Cl. Sci. Fis. Mat. Natur. (8) 82 (1988), no. 2, 199—210.
- Ambrosio, L. (1990). Existence theory for a new class of variational problems. Arch. Rational Mech. Anal. 111, no. 4, 291—322.
- Ambrosio, Luigi; Fusco, Nicola; Pallara, Diego (2000). Functions of bounded variation and free discontinuity problems. Oxford Mathematical Monographs. The Clarendon Press, Oxford University Press, New York.
- Ambrosio, L; Kirchheim, B. «Currents in metric spaces», Acta Math., 185 (2000), 1-80.
- Ambrosio, Luigi; Gigli, Nicola; Savaré, Giuseppe (2005). Gradient flows in metric spaces and in the space of probability measures. Lectures in Mathematics ETH Zurich. Birkhäuser Verlag, Basel.
- Calculus of variations and partial differential equations (англ.) / Luigi Ambrosio, Edward Norman Dancer, Giuseppe Buttazzo, A. Marino, M. K. Venkatesha Murthy. — Springer, 2000. — ISBN 978-3-540-64803-1.